# Ratos
Ratos AB, akronym för Ragnar och Torsten Söderberg, är ett svenskt börsnoterat investmentbolag.
Bröderna Ragnar och Torsten Söderberg grundade Ratos 1934 som ett förvaltningsbolag för familjens växande affärsverksamhet. Familjen var då ägare av bolaget Söderberg & Haak AB. Ratos blev så småningom ett blandat investmentbolag med betydande aktieposter i företag som Stora Kopparberg, Gränges och Esselte samt en helägd stålhandelsrörelse. 
Vd är sedan december 2017 den tidigare styrelseordföranden Jonas Wiström. Per-Olof Söderberg utsågs samtidigt till ny styrelseordförande.
2019 sålde Ratos Adelswärdska huset, den byggnad vid Drottninggatan i Stockholm där huvudkontoret är beläget. Köpare var Statens fastighetsverk. Anledningen till försäljningen var de alltmer ökade säkerhetskraven i omgivningen, eftersom byggnaden ligger mellan Sagerska palatset (statsministerbostaden) och Rosenbad (regeringskansliet) och området allt oftare spärrats av. Fastigheten köptes av Söderberg & Haak 1938 och blev senare Ratosägt. Ratos kunde disponera byggnaden till och med 2021.

## Bolag
Bolagen som Ratos äger är följande (2021-05-04)
- Aibel
- airteam
- DIAB AB
- HENT
- HL Display
- Kvdbil
- LEDIL
- Oase Outdoors
- Plantagen
- Speed Group
- TFS
- Vestia

## Samarbete med högskolor och universitet
Företaget är en av de främsta medlemmarna, benämnda Capital Partners, i Handelshögskolan i Stockholms partnerprogram för företag som bidrar finansiellt till Handelshögskolan i Stockholm och nära samarbetar med den vad gäller utbildning och forskning.